# Grindu (Ialomița)
Grindu é uma comuna romena localizada no distrito de Ialomiţa, na região de Muntênia. A comuna possui uma área de  km² e sua população era de 2177 habitantes segundo o censo de 2007.